# St. Germain-au-Mont-d'Or Communal Cemetery Extension
St. Germain-au-Mont-d'Or Communal Cemetery Extension is een Britse militaire begraafplaats met gesneuvelden uit de Eerste en Tweede Wereldoorlog. Ze is gelegen in de Franse gemeente Saint-Germain-au-Mont-d'Or (departement Rhône). De begraafplaats werd ontworpen door Arthur Hutton en ligt aan de Rue du Souvenir op ruim 600 m ten zuidoosten van het centrum van de gemeente (gemeentehuis). Ze sluit aan bij de zuidelijke rand van de gemeentelijke begraafplaats. Het terrein heeft de vorm van een onregelmatige vierhoek met een oppervlakte van 1169 m² en wordt omsloten door een ruwe natuurstenen muur. De toegang aan de straatzijde bestaat uit een tweedelig metalen hek tussen witte stenen zuilen met een arduinen bekroning. Het Cross of Sacrifice staat centraal tegen de zuidwestelijke muur. De graven liggen in drie rijen over de lengte van de begraafplaats. De begraafplaats wordt onderhouden door de Commonwealth War Graves Commission.
Er liggen 116 doden begraven.

## Geschiedenis
De begraafplaats werd aangelegd in oktober 1917 en tot november 1919 voornamelijk gebruikt voor het begraven van overledenen uit een rustkamp en een klein Brits ziekenhuis. 
Er liggen 105 gesneuvelden uit de Eerste Wereldoorlog waaronder 95 Britten, 3 Australiërs en 7 Indiërs. Er liggen ook 10 Britten en 1 Canadees uit de Tweede Wereldoorlog.

### Onderscheiden militairen
- Robert Geoffrey Browne, majoor bij het Manchester Regiment werd onderscheiden met de Distinguished Service Order (DSO).
- Robert William Peters, piloot bij de Royal Air Force Volunteer Reserve werd onderscheiden met de Distinguished Flying Medal (DFC).
- Ernest John Peverett, sergeant bij de Royal Engineers werd onderscheiden met de Meritorious Service Medal (MSM).